# David Costabile
David Costabile (Washington D.C., 9 januari 1967) is een Amerikaans acteur.

## Biografie
Costabile is van Italiaanse afkomst. Hij doorliep de high school aan de Gonzaga High School in Washington D.C.. Daarna ging hij studeren aan de New York University in New York, waar hij nu ook les geeft. Sinds 25 juni 2012 is hij getrouwd.

## Filmografie

### Films
Uitgezonderd korte films.
- 2024: Snack Shack - als rechter
- 2023: Etheria Film Night 2023 - als Schwarts
- 2019: The Dirt - als Doc McGhee
- 2017: The Post - als Art Buchwald
- 2016: 13 Hours: The Secret Soldiers of Benghazi - als Bob
- 2013: Runner, Runner – als professor Hornstein
- 2013: Side Effects – als Carl Millbank
- 2013: Somewhere Slow – als Robert Thompson
- 2012: Lincoln – als James Ashley
- 2012: Foreclosure – als?
- 2010: Henry's Crime – als Arnold
- 2010: The Bounty Hunter – als Arthur
- 2009: Solitary Man – als Gary Porter
- 2009: Notorious – als Mr. Webber
- 2008: Afterschool – als Mr. Anderson
- 2005: Prime – als Jason
- 2005: The Great New Wonderful – als automaatbediende
- 2002: Stolen Summer – als dokter
- 2000: The Grinch – als Biker Who
- 2000: Isn't She Great – als editor
- 1999: Cradle Will Rock – als beverman
- 1998: The Siege – als vingerafdruk-expert

### Televisieseries
Uitgezonderd eenmalige gastrollen.
- 2023 Obliterated - als Maddox - 4 afl.
- 2016 - 2023 Billions - als Mike 'Wags' Wagner - 84 afl.
- 2023 Waco: The Aftermath - als rechter Walter Smith - 5 afl.
- 2020 Little Birds - als Grant Savage - 6 afl.
- 2012 - 2019 Suits – als Daniel Hardman – 16 afl.
- 2018 Better Call Saul – als Gale Boetticher – 2 afl.
- 2015 Dig - als Tad Billingham - 10 afl.
- 2013 Ripper Street - als Daniel Judge - 2 afl.
- 2013 Low Winter Sun - als Simon Boyd - 10 afl.
- 2010 – 2011 Breaking Bad – als Gale Boetticher – 7 afl.
- 2007 – 2009 Damages – als bebaarde man / detective Rick Messer – 14 afl.
- 2007 – 2009 Flight of the Conchords – als Doug – 12 afl.
- 2008 The Wire – als Thomas Klebanow – 10 afl.

## Theaterwerk opBroadway
- 2007 Translations – als Manus
- 2004 Caroline, or Change – als Stuart Gellman
- 1997 – 1999 Titanic – als William Murdoch / tweedeklaspassagier
- 1995 The Tempest – als Kuroko

- Biblioteca Nacional de España: XX5404675
- Gemeinsame Normdatei: 135055490
- International Standard Name Identifier: 0000 0001 3990 6588
- Library of Congress Control Number: no2011136896
- Virtual International Authority File: 179340018
- WorldCat: E39PBJwmW9PYBRPQpWMQ3B8pyd